# Mansa (Distrikt, Sambia)

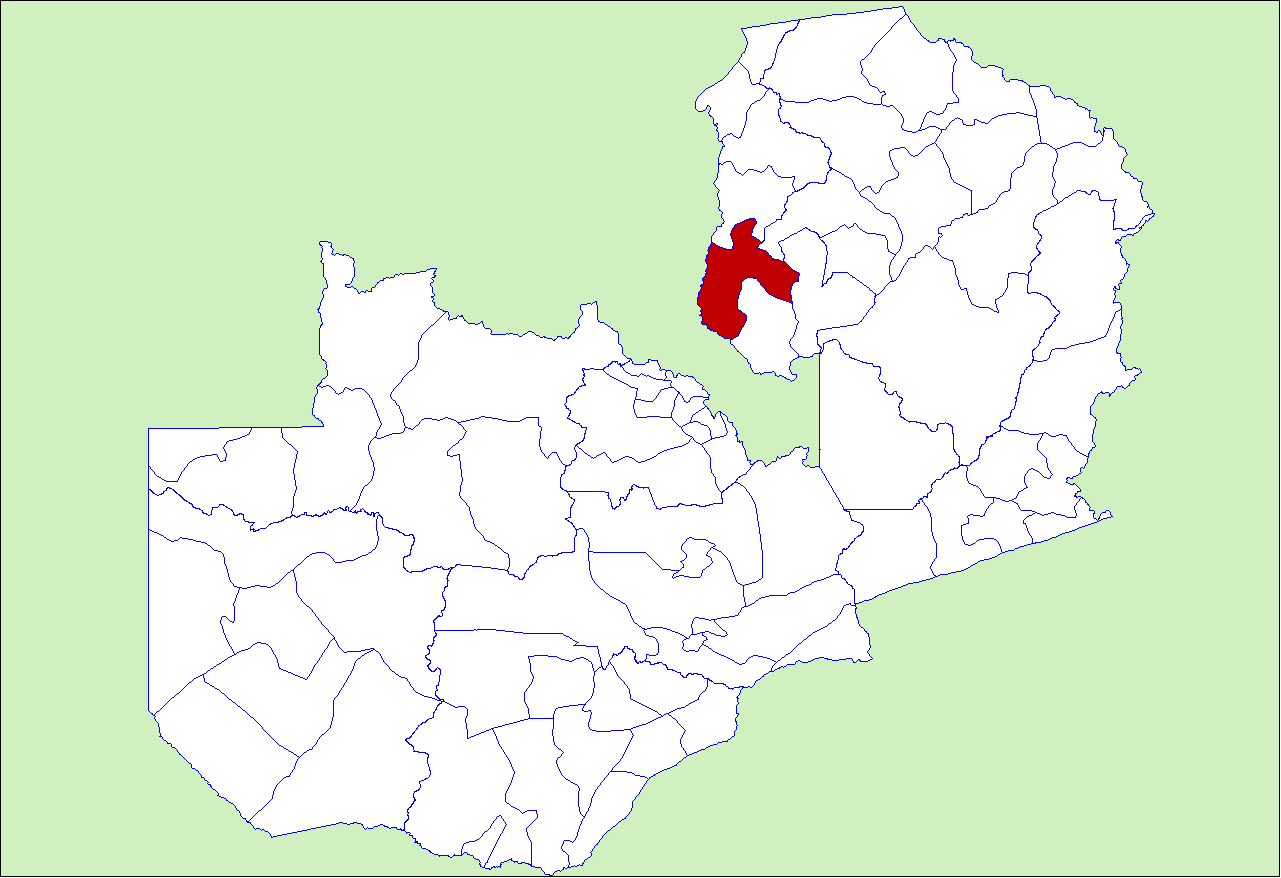
Ehemalige Ausdehnung des Distriktes bis zur Abspaltung des Distriktes Chembe

Mansa ist einer von zwölf Distrikten in der Provinz Luapula in Sambia. Die Hauptstadt ist Mansa. Der Distrikt hat eine Fläche von 7776 km² und es leben 327.060 Menschen (2022) in ihm.  Von ihm wurde 2012 der Distrikt Chembe abgespaltet.

## Geografie
Der Distrikt liegt zwischen dem Bangweulusee und dem Luapula der die Grenze zur Demokratischen Republik Kongo bildet. Er liegt auf einer Höhe von etwa 1200 und 1300 m.
Er grenzt im Osten an die Distrikte Chifunabuli und Samfya, im Süden an  Milenge und Chembe, und im Norden an die Distrikte Mwense und Chipili. Im Nordosten grenzt er an Lupososhi in der Nordprovinz und im Westen an Haut-Katanga in der Demokratischen Republik Kongo.
Mansa ist in 14 Wards aufgeteilt:
- Chansusu
- Chibeleka
- Chilyapa
- Kaole
- Lukangaba
- Lwingishi
- Mansa
- Misakalala
- Muchinka
- Mulelenshi
- Muleshi
- Mushipashi
- Mutuna
- Myulu

## Hydrologie
Der Distrikt ist hydrologisch ins besondere durch den Fluss Luapula und dessen Nebenflüssen Mansa und  Luongo geprägt. Außerdem gibt es in dem Distrikt Wasserfälle, wie die Musondafälle und die Mumbulumafälle. Ebenso gehört ein kleines Stück des Bangweulusee zu dem Distrikt.

## Wirtschaft
70 Kilometer westlich von Mansa bei Matanda liegen fünf Millionen Tonnen Kalkstein hoher Qualität, wie er in der Landwirtschaft gebraucht wird. Weitere Vorkommen liegen nahe bei Bukanda.
Etwa 10 km nördlich von Mansa wurde bis zu den 1980er Jahren eine Manganerz-Lagerstätte im Tagebau ausgebeutet. 2007 wurden rund um Mansa weitere Manganerz-Lagerstätten gefunden, deren Abbau 2009 teilweise begonnen hat. Das Erz wird zum Teil vor Ort verarbeitet und teilweise in einer lokalen Fabrik zur Herstellung von Batterien genutzt.